# Dharan
Dharan (Hindi: धरान Dharān) ist die drittgrößte Stadt im Osten Nepals (Distrikt Sunsari) am Rand der Tiefebene Terai direkt am Fuße des Himalaya auf einer Höhe von 132 bis 562 m.
Dharan besitzt seit 2014 das Stadtrecht 2. Ordnung.
Im Rahmen der Gemeindereform 2014 wurden die angrenzenden Village Development Committees (VDCs) Bishnupaduka und Panchakanya in die Stadt eingegliedert.
Dadurch wuchs das Stadtgebiet von 103,4 km² auf 192,5 km².
Dharan ist die Heimat des Volkes der Kirant (Rai und Limbu). Des Weiteren sind hier Newaren, Brahmanen, Chhetris, Tamang und andere Ethnien zu finden. Daher herrscht hier eine Vielfalt an Sprachen und Dialekten.
Von 1953 bis in die 1990er Jahre gab es am Ort eine Musterungsdienststelle der britischen Gurkha.

## Einwohner
Dharan hatte beim Zensus 2011 116.181 Einwohnern (davon 54.599 männlich) in 27.750 Haushalten.  
Mit den eingemeindeten VDCs erhöhte sich die Einwohnerzahl auf 137.705 (davon 64.671 männlich) in 32.693 Haushalten.